# 安妮·蘭杜
安妮·蘭杜（或拼作，1913年—1982年8月17日），印度尼西亞（印尼）格朗章（Keroncong）歌手及電影演員。

## 生平
蘭杜在1913年出生於荷屬東印度梭羅駐紮地（Residentie Soerakarta）梭羅（今屬中爪哇省）。她在幼時因一場大病而失明，其後被叔伯輩收養。1927年，蘭杜在梭羅夜市的歌唱比賽中勝出，並獲壁架唱片（Beka）垂青並簽約。她其後遷往荷屬東印度首府巴達維亞（今耶加達），並迅速成名。
1938年，蘭杜加入荷屬東印度廣播電台公司（NIROM）廣播劇團，演唱格朗章曲目。翌年，她加入H·杜馬斯（H. Dumas）的甜爪哇（Lief Java）樂團。在此期間，蘭杜亦開始在影壇活躍。1938年，她為陳氏影業的《法蒂瑪》獻唱，之後在翌年再為陳氏的《黑烏鴉》獻唱。她其後也首度參演《西蒂·阿克巴麗》（Siti Akbari）。1940年，她也參演了《七重天》和《魯姬哈蒂》（Roekihati）兩片。
蘭杜演唱格朗章的高超能力使其極受歡迎。1940年，她獲安排進行眼部手術。其歌迷為其發動籌款以支付手術費，但她拒絕接受他們的籌款。
印尼獨立後，蘭杜繼續其歌唱事業，但再沒參演電影。她在1982年8月17日逝世。

## 影響
音樂學者彼得·凱皮（Peter Keppy）認為，由於蘭杜在格朗章歌手中的知名度，爾敏·巴奈在1940年所撰的小說《枷鎖》中洛哈婭（Rohayah）一角可能受其影響。在該小說裡，洛哈婭以藝名「西蒂·哈婭蒂」（Siti Hayati）一名成為著名的格朗章歌手。

## 腳註
1. 1 2 3 4  Apa Siapa 1999，第240頁.
2. ↑  Filmindonesia.or.id, Fatima.
3. ↑  Bataviaasch Nieuwsblad 1939, Gagak Item.
4. ↑  Filmindonesia.or.id, Annie Landouw.
5. 1 2  Keppy 2008，第153頁.
6. ↑  Keppy 2008，第154頁.
7. ↑  Mohamad 1985, Yah.

## 外部連結
- 安妮·蘭杜在互联网电影资料库（IMDb）上的資料（英文）